# Райнметал — Українська оборонна промисловість
ТОВ «Райнметал — Українська оборонна промисловість» (англ. Rheinmetall Ukrainian Defense Industry LLC, скорочено «Rheinmetall - UDI LLC» або ТОВ «Райнметал - УОП») — спільне німецько-українське підприємство, створене 18 жовтня 2023 року компанією Rheinmetall AG та державним концерном «Українська оборонна промисловість» (Укроборонпром).
Це спільне підприємство спрямоване на підвищення обороноздатності України через технічне обслуговування, ремонт та в майбутньому виробництво військової техніки й боєприпасів всередині країни.

## Історія

### Передумови
Під час повномасштабного російського вторгнення в Україну 2022 року західні країни розпочали постачання Україні військової техніки, в тому числі й значну кількість виробів Rheinmetall. Зокрема, Україна отримала танки Leopard 1 і Leopard 2, бойові машини Marder, САУ PzH 2000 тощо, а також значну кількість боєприпасів. Постачання призвело до виснаження запасів озброєння в Європі та, відповідно, потреби у виготовленні техніки й боєприпасів, для чого компанія почала нарощувати власні виробничі потужності.
Україна, отримуючи техніку, потребує її ремонт і обслуговування, що сповільнюється великою відстанню до заводів і складів запчастин — тому ефективно будувати підприємства для ремонту саме в Україні. Також Україна є перспективним ринком озброєння (станом на 2023 рік — третя у світі країна за імпортом озброєння), оскільки потребує великої кількості техніки для ведення бойових дій.
Також перевагою України є дешева відносно країн ЄС робоча сила. Початковою метою є виробництво озброєння на потреби Сил оборони України, однак із зняттям заборони на експорт зброї, підприємства отримають можливість постачати її за кордон.

### Спільне підприємство
У березні 2023 року генеральний директор компанії Армін Паппергер заявив про наміри побудувати в Україні заводу для виробництва новітніх танків Panther KF51. За його словами, вартість будівництва склала б 200 млн євро, а завод міг би виготовляти до 400 танків щорічно. Пізніше стало відомо про плани виготовлення в Україні автомобільної техніки, боєприпасів та систем ППО, а також бронетранспортерів Fuchs.
13 травня 2023 року, Rheinmetall AG та Укроборонпром підписали стратегічну угоду про партнерство для створення спільного підприємства, спрямованого на посилення оборонних виробничих можливостей України. 13 травня 2023 року стало відомо, що Укроборонпром та Rheinmetall заснували спільне підприємство з ремонту і виробництва танків, в якому 51% акцій та управління належать Rheinmetall Landsysteme GmbH і 49% — Укроборонпрому. Через те, що для західних компаній спільний бізнес з державними підприємствами не був звичною практикою, державний концерн Укроборонпром став акціонерним товариством «Українська оборонна промисловість».
28 липня 2023 року компанія заявила, що планує відкриття ремонтного центру, який мав відкритись наприкінці серпня. Також у компанії підтвердили наміри якнайшвидше налагодити виробництво танків, узявши в оренду одне з колишніх радянських бронетанкових підприємств.
З дня створення RUDI LLC, 18 жовтня 2023 року, початкові операції були зосереджені на технічному обслуговуванні та ремонті бойової техніки, поставленої союзниками України, з подальшими планами локалізації виробництва передових моделей військової техніки Rheinmetall.
16—18 лютого 2024 року, під час 60-ї Мюнхенської конференції з безпеки, Rheinmetall та його український партнер підписали меморандум про взаєморозуміння для створення підприємства з виробництва 155-мм артилерійських боєприпасів в Україні, які є стандартом НАТО. Це підприємство планує виробляти значну кількість снарядів щорічно, що вирішить критичну нестачу боєприпасів, з якою стикається українська армія . Завод з виготовлення боєприпасів мав створюватись за зразком того, що будувався на той час у Німеччині.
У березні 2024 року в компанії повідомили, що заплановано будівництво чотирьох заводів на території України. Крім бронетехніки та боєприпасів, заводи мають виготовляти порох і зенітні системи.
У червні 2024 року було відкрито перший цех спільного підприємства для ремонту й виготовлення бронетехніки, на якому обслуговують Leopard 1 і Marder коштом німецького уряду.
В жовтні 2024 року розпочав роботу перший завод на території України, тим часом другий завод вже на стадії завершення. 4 березня 2025 року Глава Rheinmetall Армін Папперґер в ексклюзивному інтерв’ю DW повідомив, що завод з випуску боєприпасів буде запущений не раніше 2026 року, через бюрократичні затримки.

## Цілі та продукція
Початковими цілями підприємств є ремонт уже наявної техніки, після чого буде здійснюватись поступова локалізація: спочатку складання з імпортних компонентів, потім виготовлення окремих частин і так далі, залежно від спроможності підприємств і передачі технологій. Не виключене й створення українських модифікацій техніки.
У різний час було оголошено про плани виробництва в Україні різних зразків озброєння та матеріалів:
- Обслуговування техніки: перше підприємство запрацювало в червні 2024 року[4].
- Танки: Panther KF51. Оголошено в березні 2023.
- Бронетехніка: Fuchs (вперше оголошено в травні 2023), Lynx. 5 грудня 2023 року було заявлено, що виробництво стане можливим з літа 2024 року для Fuchs та з літа 2025 року для Lynx[23].
- Системи ППО: Skyranger 35 або Skynex, станом на липень 2024 року очікується розгортання підприємства протягом 1—2 років[4].
- Боєприпаси: заплановано зведення заводу для виробництва «шестизначних» кількостей снарядів на рік[18]. Заявлено також про плани виробництва порохових зарядів, які є дефіцитними[4].